# Made in Rio
Made in Rio è l'album in studio di debutto della cantautrice brasiliana naturalizzata lettone Laura Rizzotto, pubblicato a livello internazionale il 15 agosto 2011 sotto l'etichetta discografica Universal Music e accompagnato da un unico singolo, che segna l'ingresso della Rizzotto nell'industria musicale, Friend In Me.

## Antefatti
Laura de Carvalho Rizzotto è nata a Rio de Janeiro, in Brasile, il 18 luglio 1994 e ha un fratello di nome Lucas. Suo padre possiede la doppia cittadinanza lettone-brasiliana, mentre sua madre nata a Liepāja e cresciuta a Riga, possiede la cittadinanza brasiliana con origini portoghesi, ma i primi componenti del suo albero genealogico hanno origini italiane. Laura ha iniziato a suonare il pianoforte all'età di 9 anni e ha scritto la sua prima ballata, Reason Why, all'età di 11 anni, quando viveva nella città di Edina, nel Minnesota. Ha insegnato a se stessa come suonare la chitarra e l'ukulele nei suoi primi anni dell'adolescenza. La musicista ha poi iniziato a eseguire i propri inediti nella scena musicale di Rio de Janeiro già all'età di 15 anni e ha ottenuto il suo primo contratto discografico, con Universal Music Brazil soltanto un anno dopo, proprio dopo che un dirigente l'ha vista esibirsi dal vivo nel leggendario locale jazz Modern Sound, a Copacabana.

## L'album
L'intero lavoro discografico, dalla durata complessiva di 57 minuti e composto da 12 tracce nell'edizione standard e 15 in quella deluxe, che infatti contiene tre brani aggiuntivi che consistono in delle versioni in lingue inglese e brasiliana di tre canzoni tratte dal disco, il singolo Friend In Me, e le tracce Better Place e When I Look in Your Eyes, presenta testi scritti unicamente dalla Rizzotto stessa, mentre della produzione si è occupato il musicista britannico Paul Ralphes. Il titolo dell'album, che significa letteralmente "Realizzato a Rio" deriva dal fatto che Laura Rizzotto ha scritto tutte le canzoni in esso contenute nella città della quale è originaria, Rio de Janeiro.

## Promozione
Made in Rio è stato acclamato dalla critica e ampiamente presente nei media brasiliani. Laura è stata un'artista ospite in una serie di noti spettacoli televisivi brasiliani e si è occupata di fare promozione all'album con esibizioni dal vivo nelle città di Rio de Janeiro e São Paulo, accompagnata da una band di 6 elementi.

### Singoli
Il primo e unico singolo estratto dall'album è stato Friend In Me, la quinta traccia del disco, una canzone che ha riscosso un notevole successo nel paese natale della Rizzotto e che ha avuto un proprio videoclip musicale, pubblicato sul canale sulla piattaforma di streaming online YouTube della sua etichetta discografica, la Universal Music Brazil, il 7 aprile 2011. Una versione in entrambe la lingua inglese e quella brasiliana intitolata Friend In Me (Amigo Em Mim) è invece contenuta nell'edizione deluxe di Made in Rio, come tredicesima traccia.
Uno dei brani facenti parte della tracklist della versione standard dell'album, Fish Out of Water, è stato incluso nella colonna sonora di una popolare soap opera dalla rete televisiva principale del Brasile, Rede Globo e per esso è stato anche girato e diffuso un video musicale, caricato su YouTube il 19 aprile 2012.
La dodicesima traccia tratta dall'album, Who You Are, consiste nell'unica collaborazione presente nel disco e vede Laura Rizzotto insieme al celebre pianista e compositore brasiliano Eumir Deodato, una leggenda del jazz della nazione. Anche per questo brano, per la sesta traccia, Better Place ed infine per la quarta, Write Me Soon, sono stati realizzati dei videoclip musicali promozionali, caricati sul canale Vevo della cantante rispettivamente il 25 agosto 2011, il 15 giugno 2011 e il 29 agosto 2012.

## Tracce
Testi di Laura de Carvalho Rizzotto.
1. Don't Think About It – 3:54
2. The Way You Make Me Move – 3:29
3. Yours to Keep – 3:44
4. Write Me Soon – 3:22
5. Friend in Me – 3:46
6. Better Place – 3:40
7. Girl of the Day – 4:27
8. Fish Out of Water – 4:21
9. Hey, Beauty – 4:19
10. When I Look in Your Eyes – 3:47
11. About You – 3:46
12. Who You Are (feat. Eumir Deodato) – 4:07

Durata totale: 46:42
Tracce extra nell'edizione deluxe
1. Friend in Me (Amigo em mim) – 3:45
2. Lugar melhor pra viver (Better Place) – 3:40
3. Dentro do seu olhar (When I Look In Your Eyes) – 3:48